# Майстори
„Майстори“ е българска драма представена почти едновременно и излязла в близко време със „Старопланински легенди“ на Йордан Йовков (1977), „Вечната и святата“ на Елисавета Багряна (1927) и „Прозорец“ от Атанас Далчев (1926). Нейният автор Рачо Стоянов я лансира през 1927 година. Още същата година по предложение на Николай Лилиев, режисьорът Николай Масалитинов в Народният театър открива сезона с нейна постановка.
Ситуацията в българското изкуство след Първата световна война създава сложна дилема пред творците. Постоянно разширяващите се международни връзки носят влияния от западноевропейските и руските модерни течения в литературата и изкуството чрез проявите на символизма и импресионизма, които се смесват и допълват от новите явления като експресионизма, кубизма, имажинизма и футуризма.
Тежката демографска и икономическа ситуация в страната водят до поява на националистически тенденции и стремеж към завръщане към мисията на българската жена, към богатата душевност на българите и народните традиции. Драмата „Майстори“ практически се явява синтез на борбата между старото и новото, както в изкуството, така и в дребните детайли в бита на българското семейство.
Театралната пиеса представя във възвишен вариант живота и творческите тежнения на дряновските и тревненските майстори строители и марангози (дърворезбари) гурбетчии, които са отивали по далечни краища да строят и изографисват църкви, манастири, мостове и чешми, къщи и конаци на богати турци, българи и румънци. Забягнал по далечна чужбина, станал вече прочут майстор Живко се завръща у дома си. Започва борба с майстор Найден за новото в живота на майсторията и за сърцето на неговата стара любов Милкана.
Изпълнената с трагизъм битка, подобно на житейските битки, които води авторът Рачо Стоянов, конфликт, който би трябвало да се разреши от резбарския еснаф в състезание между двамата герои в драмата е решен от трагичната случайност на един револверен изстрел. Така пред олтара на изкуството бива положено и майсторството, и любовта, и дори самият живот.
Прототипи за създаването на пиесата са Димитър Ошанеца и Иван Бучуковеца и облогът между тях, сключен на 6 май 1808 г. в Трявна.

## Актьори и актриси, играли в пиесата
- Стефанос Гулямджис
- Желчо Мандаджиев
- Добринка Станкова
- Аспарух Темелков
- Петя Герганова
- Маргарита Дупаринова
- Евстати Стратев
- Мара Шопова
- Данчо Делчев
- Любомир Димитров
- Димитър Панов
- Божил Стоянов
- Димитър Панов
- Божил Стоянов
- Михаил Михайлов
- Кирил Попов
- Цена Иванова
- Мила Савова
- Стоян Миндов
- Бояна Донева
- Коста Трандафилов
- Петър Гюров
- Асен Шопов
- Антоний Генов
- Любен Саев
- Лиза Шопова
- Йоанна Микова
- Владимир Трандафилов
- Розита Еленова
- Иван Налбантов
- Деян Ангелов
- Меглена Караламбова
- Вълчо Камарашев
- Аспарух Сариев
- Невена Буюклиева
- Иван Юруков
- Атанас Атанасов
- Мира Каланова
- Ивайло Ненов
- Димитър Живков
- Петър Петров
- Мария Малинчева

## Постановчици: Режисура. Сценография. Музика. Преводачи
- Симеон Шивачев
- Недельо Меслеков
- Ардаш Тавукчиян
- Мария Малинчева
- Бойко Богданов
- Кръстьо Мирски
- Андрей Калудов
- Андрей Калудов
- Бранко Гавела
- Бойко Илиев
- Пенчо Георгиев
- Парашкев Хаджиев
- Христо Кръчмаров
- Лидия Шишманова